# 5-ヒドロキシフラノクマリン 5-O-メチルトランスフェラーゼ
5-ヒドロキシフラノクマリン 5-O-メチルトランスフェラーゼ (5-hydroxyfuranocoumarin 5-O-methyltransferase、EC 2.1.1.69) は、以下の化学反応を触媒する酵素である。
(1) S-アデノシル-L-メチオニン + 5-ヒドロキシフラノクマリン {\displaystyle \rightleftharpoons } S-アデノシル-L-ホモシステイン + 5-メトキシフラノクマリン（一般的な反応）
(2) S-アデノシル-L-メチオニン + ベルガプトール {\displaystyle \rightleftharpoons } S-アデノシル-L-ホモシステイン + ベルガプテン
この酵素は、転移酵素、特に1炭素基を転移させるメチルトランスフェラーゼのファミリーに属する。系統名は、S-アデノシル-L-メチオニン:5-ヒドロキシフラノクマリン 5-O-メチルトランスフェラーゼ(S-adenosyl-L-methionine:5-hydroxyfurocoumarin 5-O-methyltransferase)である。
この酵素は、5-ヒドロキシキサントトキシン等のヒドロキシ-及びメチルクマリンの5-ヒドロキシ基をメチル化する。